# 李寅齡
李寅齡，山東省登州府榮成縣人，清朝政治人物、進士出身。
光緒十六年（1890年），参加光緒庚寅科殿試，登進士二甲61名。同年五月，著主事，分部学习。